# Gossip (datorprogram)
Gossip är ett direktmeddelandeprogram för GNOME, skapat för att skicka meddelanden via XMPP/Jabber-protokollet. Programmet är gratis, har öppen källkod och är licensierat under GNU GPL.  